# National Cyber Crime Unit
La National Cyber Crime Unit (NCCU - Unità nazionale per la criminalità informatica) è un comando della National Crime Agency del Regno Unito. Con la creazione della National Crime Agency nel 2013, l'unità è stata costituita in seguito alla fusione della divisione informatica della Serious Organised Crime Agency con la Police Central E-Crime Unit (PCeU) del Metropolitan Police Service, ed è uno dei quattro comandi attuali che esaminano il crescente utilizzo della criminalità informatica e i modi per identificarla.
L'attuale capo della NCCU è il dottor Jamie Saunders, formalmente del Foreign and Commonwealth Office (FCO) del Regno Unito, dove da gennaio 2012 è stato direttore della cyber policy international.